# Radek Mikuláš
Radek Mikuláš (* 9. ledna 1964 Praha) je český paleontolog, geolog, fotograf, spisovatel, horolezec, orientační běžec a bruslař.

## Životopis
V letech 1982–1987 vystudoval Přírodovědeckou fakultu Univerzity Karlovy a pracuje v Geologickém ústavu Akademie věd České republiky, kde se zabývá studiem biogenního přepracování hornin, paleobiologií a geomorfologií. Publikoval řadu článků i knih nejen o paleontologii a geologii ale i se sportovní tematikou. Spolupořádal řadu přednášek a exkurzí v oboru. Jeho kvalitní nejen dokumentární fotografie doprovází řadu vlastních i dalších publikací, zabývá se také mykologií.
V roce 2011 proběhla kampaň související s jeho objevem (2009) 210 milionů let staré 20cm stopy "českého" dinosaura skupiny Anomoepus na chodníku v Pražské botanické zahradě, který je vydlážděný pískovcovými kameny z lomu U devíti křížů u Červeného Kostelce na Náchodsku.
Ve volném čase se věnuje horolezectví, orientačnímu běhu a bruslení jak na asfaltu, tak po zamrzlých řekách a rybnících. I zde je spoluautorem více publikací. V horolezectví se dlouhodobě věnuje prvovýstupům v lehčí obtížnosti (autor či spoluautor téměř tisícovky cest), zejména na českých pískovcových skalách a jejich mapování, je také spoluautorem pískovcových horolezeckých průvodců. Je ženatý, má dvě dcery a uvedeným zálibám i výletům do přírody se věnuje s celou rodinou.

## Ocenění
V roce 2013 obdržel od Akademie věd České republiky titul DSc. a v roce 2015 Čestnou medaili Vojtěcha Náprstka za zásluhy v popularizaci vědy.

## Dílo

### Odborné práce
Níže je uvedeno 15 nejcitovanějších prací podle databáze Web of Sciences (All Databases), 13. června 2022. Ve Web of Sciences (All Databases) je evidováno 115 prací, jejichž je R. Mikuláš autorem nebo spoluautorem. H - index R.M. podle WOS = 15 a celkem je ve WOS evidováno 1 010 citací (bez autocitací).
1. Bertling, M., Braddy, S. J., Bromley, R. G., Demathieu, G. R., Genise, J., Mikuláš, R., Nielsen, J. K., Nielsen, K. S. S., Rindsberg, A. K., Schlirf, M., Uchman, A. 2006. Names for trace fossils: a uniform approach. LETHAIA 39 (3), str. 265-286. Citováno 362 x.
2. Mikuláš, Radek; Kadlecová, Eva; Fejfar, Oldřich; Dvořák, Zdeněk 2006. Three new ichnogenera of biting and gnawing traces on reptilian and mammalian bones: a case study from the Miocene of the Czech Republic. Ichnos 13 (3), str. 113-127. Citováno 56 x.
3. Uchman, A; Mikuláš, R. and Rindsberg, AK. 2011. Mollusc trace fossils Ptychoplasma Fenton and Fenton, 1937 and Oravaichnium Plička and Uhrová, 1990: Their type material and ichnospecies. GEOBIOS 44 (4), str. 387-397. Citováno 35 x.
4. Buatois, LA; Mangano, G; Mikuláš, R; Maples, CG 1998. The ichnogenus Curvolithus revisited. JOURNAL OF PALEONTOLOGY 72 (4), str. 758-769. Citováno 31 x.
5. Mikuláš, R. 1995. Trace fossils from the Paseky shale (Early Cambrian, Czech Republic). Journal of the Czech Geological Society 40 (4), str. 37-54. Citováno 30 x.
6. Dronov, Andrei V.; Mikuláš, Radek and Logvinova, Maria (2002): Trace fossils and ichnofabrics across the Volkhov depositional sequence (Ordovician, Arenigian of St. Petersburg region, Russia). Journal of the Czech Geological Society 47 (3-4), str. 133-146. Citováno 25 x.
7. Mikuláš, R; Fatka, O and Szabad, M. (2012): Paleoecologic Implications of Ichnofossils Associated with Slightly Skeletonized Body Fossils, Middle Cambrian of the Barrandian Area, Czech Republic. ICHNOS-AN INTERNATIONAL JOURNAL FOR PLANT AND ANIMAL TRACES 19 (4), str. 199-210. Citováno 23 x.
8. Mikuláš, Radek and Genise, Jorge F. (2003): Traces within traces: holes, pits and galleries in walls and fillings of insect trace fossils in paleosols. Geologica Acta 1 (4), str. 339-348. Citováno 23 x.
9. Fatka, O; Mikuláš, R; (...); Valent, M. (2011): Arachnostega Bertling, 1992 in the Drumian (Cambrian) sediments of the Tepla-Barrandian region (Czech Republic). ACTA GEOLOGICA POLONICA 61 (4), str. 367-381. Citováno 22x.
10. Mikuláš, Radek. (2000): Trace fossils from the Middle Cambrian of the Barrandian area (central Bohemia, Czech Republic). Czech Geological Survey Special Papers 12 , str. 1-29. Citováno 21 x.
11. Bábek, O; Mikuláš, R; (...); Lehotský, T. (2004): Combined tectonic-sediment supply-driven cycles in a Lower Carboniferous deep-marine foreland basin, Moravice Formation, Czech Republic. INTERNATIONAL JOURNAL OF EARTH SCIENCES 93 (2), str. 241-261. Citováno 20 x.
12. Vavrdová, M; Mikuláš, R and Nehyba, S. (2003): Lower Cambrian siliciclastic sediments in Southern Moravia (Czech Republic) and their paleogeographical constraints. GEOLOGICA CARPATHICA 54 (2), str. 67-79. Citováno 20 x.
13. Skupien, P; Bubík, M; Vašíček, Z., Mikuláš, R.; Matýsek, D. (2009): CRETACEOUS OCEANIC RED BEDS IN THE OUTER WESTERN CARPATHIANS, CZECH REPUBLIC. In: CRETACEAOUS OCEANIC RED BEDS: STRATIGRAPHY, COMPOSITION, ORIGINS, AND PALEOCEANOGRAPHIC AND PALEOCLIMATIC SIGNIFICANCE 91, str. 99-109. Citováno 19 x.
14. Mikuláš, R. (2006): Ichnofabric and substrate consistency in Upper Turonian carbonates of the Bohemian Cretaceous Basin (Czech Republic). GEOLOGICA CARPATHICA 57 (2), str. 79-90. Citováno 18 x.
15. Mikuláš, Radek; Lehotský, Tomáš and Bábek, Ondřej (2004): Trace fossils of the Moravice Formation from the southern Nizky Jesenik Mts. (Lower Carboniferous, Culm facies; Moravia, Czech Republic).Bulletin of Geosciences 79 (2), str. 81-98. Citováno 16 x